# Villanoir
Villanoir, o el Encuentro Pirenaico de Género Negro de Villanúa, son unas jornadas de literatura negra y de misterio, enmarcadas dentro de las Semanas Negras de España, convocado en el municipio de Villanúa durante la primera semana del mes de marzo de la convocatoria correspondiente.

## Programa
Cine, cómic y música centran las distintas convocatorias, desplazando hasta la localidad a autores y autoras especializados en los distintos géneros, donde se organizan mesas debate, presentaciones o charlas.

## Actividades
En el amplio evento cultural incluye mesas redondas y de debate, presentación de libros, clubes de lectura y encuentros con los autores invitados, con la particularidad de que estas jornadas, a diferencia de otras similares repartidas por el estado español, contemplan actividades para los más pequeños, como talleres de cómic, cuentacuentos y la proyección de películas de animación.